# Under My Skin
Az Under My Skin Avril Lavigne második albuma. 2004. május 19-én jelent meg az Egyesült Államokban és Kanadában. A megjelenést követő első héten 1. helyezést ért el az amerikai Billboard 200-on és az Egyesült Királyság játszási listáján. Platinalemez lett 2004 júniusában, kétszeres platinalemezzé vált 2004 novemberében és háromszorossá 2006 januárjában. Körülbelül 10 millió példányban kelt el a lemez világszerte.

## Az album dalai
1. Take Me Away (Lavigne, Taubenfeld) – 2:57
2. Together (Lavigne, Kreviazuk) – 3:14
3. Don't Tell Me (Lavigne, Taubenfeld) – 3:21
4. He Wasn't (Lavigne, Kreviazuk) – 3:00
5. How Does It Feel? (Lavigne, Kreviazuk) – 3:44
6. My Happy Ending (Lavigne, Walker) – 4:02
7. Nobody's Home (Lavigne, Moody) – 3:32
8. Forgotten (Lavigne, Kreviazuk) – 3:17
9. Who Knows (Lavigne, Kreviazuk) – 3:30
10. Fall to Pieces (Lavigne, Maida) – 3:28
11. Freak Out (Lavigne, Taubenfeld, Brann) – 3:13
12. Slipped Away (Lavigne, Kreviazuk) – 3:34

Bónusz számok:
1. I Always Get What I Want – 2:31
2. Take It – 2:50
3. Nobody’s Home (koncertfelvétel) – Under My Skin Special Edition
4. Take Me Away (koncertfelvétel)– Under My Skin Special Edition
5. He Wasn’t (koncertfelvétel) – Under My Skin Special Edition
6. Tomorrow (koncertfelvétel)– Under My Skin Special Edition

### Speciális kiadások
Az Under My Skin albumnak két jelentősebb speciális kiadása jelent meg. 2005. február 8-án, majdnem egy évvel az album megjelenése után, az Arista kiadó elhatározta, hogy megjelentet egy úgynevezett „DualDisc”-et. A lemez zenei oldala az Amerikában megjelent album dalait tartalmazza. A DVD oldalon megtalálható a Don't Tell Me című szám videóklipjének a készítése, a Don't Tell Me, a My Happy Ending és a Nobody's Home videóklipje.
A másik speciális kiadású lemez Európában (Spanyolországban), illetve a Távol-Keleten (Japán, Kína, Szingapúr és Tajvan) jelent meg. Az album 4 bónusz számot tartalmaz, melyek a Let Go album „Nobody's Home”, „Take Me Away”, „He Wasn't”, és a „Tomorrow” című számainak élőben előadott verziói. A dalokat a 2004-2005-ös koncertsorozaton rögzítették. Ez a kiadás tartalmaz még egy bónusz DVD-t vagy VCD-t, amely az albumon lévő számok videóklipjét, a koncertsorozat filmjeit és az Under My Skin naplóját tartalmazza.

## Az album készítése
A legtöbb számot Lavigne a kanadai énekes-dalszövegíróval, Chantal Kreviazuk-kal együtt írta. A Nobody's Home című számot Ben Moody-val közösen írta, és a gitárosával, Evan Taubenfeld-del is készített számokat. Lavigne 3 producert alkalmazott az Under My Skin albumához: Butch Walker-t, Raine Maida-t és Don Gilmore-t.

## Kislemezek
- A „Don’t Tell Me” című szám volt az album első kislemeze, amellyel Lavigne visszakerült a ranglistákra. Világszerte több országban bekerült az első 10-be és 22. helyezést ért el a Billboard Hot 100-on. 2004 októberében aranylemez lett.
- A „Take Me Away” 2004 márciusában jelent meg Kanadában, csak a rádióban. 2005 elején Ausztráliában is megjelent, szintén csak a rádiók számára.
- A „My Happy Ending” volt az album második kislemeze. 2004 júniusában jelent meg a rádióban és 2004. augusztus 2-án az áruházakban. A kislemezzel az album visszakerült az 1. helyre, Kanadában hetekig vezette a ranglistát. Az első tízben végzett az Egyesült Államokban, Németországban, az Egyesült Királyságban és más európai országokban. A kislemez 9. helyen végzett a Billboard Hot 100-on. Aranylemez lett 2004 novemberében, majd platinalemez 2005 januárjában.
- A „Nobody’s Home” az album harmadik kislemeze. A legtöbb országban bekerült az első 40-be, de a Billboard Hot 100-on csak 51. helyen végzett.
- Az album negyedik kislemeze a „He Wasn’t”. 23. helyezést ért el az Egyesült Királyságban.
- A „Fall to Pieces” az ötödik kislemez az albumról. Csak a rádióban volt hallható. Sok országban nem jelent meg CD formájú kislemezen.

## Ranglisták
Az Under My Skin 2004. május 25-én jelent meg az Egyesült Államokban, ahol 1. helyezést ért el a ranglistán. Több, mint 381 000 példány kelt el az első héten. Az album első helyen végzett az Egyesült Királyságban, Japánban, Kanadában, Ausztráliában, Spanyolországban és Tajvanon is.

## Albumbemutató koncertsorozat
Avril Lavigne 21 állomásból álló koncertturnéra indult az Egyesült Államokban és Kanadában. A turné 2004. március 4-én kezdődött minnesotai Minneapolis-ban. A koncert helyszínét csak a kezdés előtt 48 órával jelentették be. A koncertsorozat nagyon népszerű és sikeres volt. A turné után elkészült egy válogatáslemez Live Acoustic EP címmel, amely élő verzióban tartalmazza a koncerten elhangzott dalokat.